# Amiran Papinaszwili
Amiran Papinaszwili (gruz. ამირან პაპინაშვილი; ur. 17 czerwca 1988 w Batumi) – gruziński judoka, złoty medalista mistrzostw świata oraz trzykrotny mistrz Europy.

## Igrzyska olimpijskie
| Runda         | Przeciwnik         | Wynik     | Osiągnięcie |
| ------------- | ------------------ | --------- | ----------- |
| 1. runda      | Wolny los          | Wolny los | 4. miejsce  |
| 2. runda      | Sérgio Pessoa      | W 011–000 | 4. miejsce  |
| 3. runda      | Janisław Gerczew   | W 100–000 | 4. miejsce  |
| Ćwierćfinał   | Naohisa Takatō     | W 100–000 | 4. miejsce  |
| Półfinał      | Biesłan Mudranow   | P 000–100 | 4. miejsce  |
| Brązowy medal | Diyorbek Urozboyev | P 000–001 | 4. miejsce  |